# Rio Damodar
O rio Damodar (em hindi:  दामोदर, em bengali:  দামোদর) é um rio do leste da Índia com 592 km de comprimento. Nasce no estado de Jarcanda e desagua no rio Hugli, em Bengala Ocidental.
Banha as cidades de Bokaro, Asansol e Durgapur. Entre os seus afluentes e sub-afluentes encontram-se os rios Barakar, Konar, Bokaro, Haharo, Jamunia, Ghari, Guaia, Khadia e Bhera.